# Bengt Wallerfelt
Bengt Gustaf Louis Wallerfelt, född 8 augusti 1934 i Engelbrekts församling i Stockholms stad, död 7 januari 2011 i Järfälla församling i Stockholms län, var en svensk militär och militärhistoriker.

## Biografi
Wallerfelt avlade studentexamen vid Försvarets läroverk 1956. Han avlade officersexamen vid Kungliga Krigsskolan 1957 och utnämndes samma år till fänrik vid Norrlands dragonregemente. Därefter tjänstgjorde han vid Arméns rid- och körskola och vid Livgardesskvadronen. Efter studier vid Militärhögskolan blev han generalstabsofficer och tjänstgjorde under en period vid Statens Järnvägars huvudkontor, där han arbetade med militära transporter. Han innehade därefter en rad olika befattningar, bland annat vid samtliga kavalleri- och jägarförband. Han befordrades till ryttmästare 1966, major 1972 och överstelöjtnant 1974. Han var bland annat stabschef vid Upplands regemente 1983–1987 samt utbildningschef vid och ställföreträdande chef för Lapplands jägarregemente 1987–1989. Han pensionerades från Försvarsmakten 1994.
Efter sin pensionering avlade han filosofie kandidat-examen 1997 och filosofie magister-examen 1999 och var verksam som militärhistoriker. Han var doktorand vid Historiska institutionen på Stockholms universitet och forskade inom ramen för forskningsprojektet Försvaret och det kalla kriget, men sjukdom hindrade honom från att skriva klart sin doktorsavhandling.
Bengt Wallerfelt invaldes 2003 som ledamot av Kungliga Krigsvetenskapsakademien.